# Sthenocephalus anopla
Sthenocephalus anopla is een slangster uit de familie Euryalidae.
De wetenschappelijke naam van de soort werd in 1911 gepubliceerd door Hubert Lyman Clark.